# 磯子区
磯子区（いそごく）は、横浜市を構成する18行政区の一つ。

## 概要
市の東南に位置し、根岸湾に面する。沿岸部の低地の大半は埋立地であり、それを囲むように丘陵地が広がっている。区内の大部分は宅地化されているが、南部の円海山周辺には緑地が残されている。
氷取沢一帯は、大岡川の水源となっている。
かつて山手・根岸から延びる沿岸丘陵の隆起は海岸までせり出し、現在でも京急本線屏風浦駅の地名にその残影が残る。丘陵部は横浜開港時より根岸湾遠景が尊ばれ避暑地として別邸や別荘を構えるものが多かった。
明治から昭和にかけて数回に渡り丘陵部手前の埋立てが行われ、県道（現在の国道16号）が根岸湾に沿って整備された。また関内・伊勢佐木町から同区八幡橋・芦名橋を経由し杉田まで横浜市電が延伸され人口の集積が進んだ。当時の区勢は国道16号や堀割川周辺から丘陵部までの低地にある住宅街に偲ぶことができる。
1960年ごろから根岸湾の埋立てが行われ、重化学工業地帯が誕生した。埋立に利用した土砂は丘陵部のものを利用し、その際に同時整備したのが現在の汐見台である。当初から電気・ガスなどライフラインを地下埋設にし、全車道に歩道が設置され、下水道完備、保存緑地など、1960年代当時としてはかなり最新構造の都市基盤をもって整備された。1964年に桜木町駅から磯子駅まで国鉄（現JR東日本）根岸線が開通し、1973年に大船駅まで全通。沿線丘陵部の宅地開発も進み、1970年代には駅周辺のマンション建設が進み、1980年代まで人口が急増した。
新杉田駅前は、家系ラーメンの総本山である吉村家の発祥の地であり（現在は横浜市西区岡野に移転）、現在でも直系の杉田家が営業している。

### 区勢
現在では根岸線に加えて、首都高速湾岸線、国道16号、横浜市道環状2号、横浜市道環状3号による交通網に支えられ、都市基盤完成度では横浜市内屈指に至る。新規分譲住宅地が少ない為、以前の人口急増は過去のものとなり、古くからの住宅地では高齢化も進み、若年層流出により商店街の維持を困難にしている地域もある。戦後初期にベッドタウン化を経験した区である為、今後の高齢化も他区より先行することが予測され、今後の地域活力の維持が大きな課題である。
既に区民の6割以上が横浜生まれであり、中区や南区に次ぎ、区民の横浜出生比が高い区である。

## 歴史

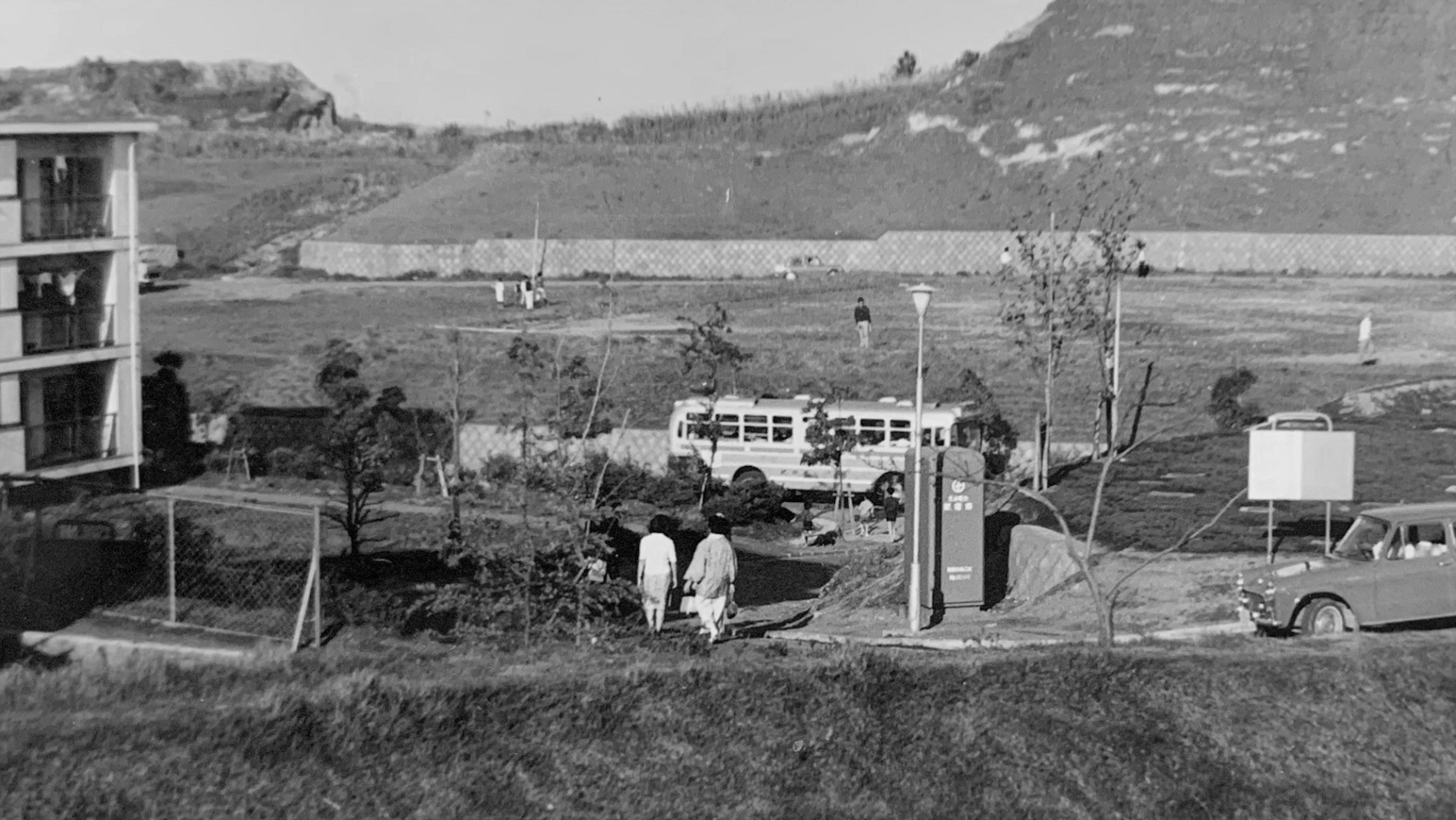
造成開発時の汐見台（1966年）

- 三殿台遺跡には、縄文時代から古墳時代にかけて、約250棟の竪穴建物跡がある。弥生時代の建物は170棟近くにのぼる。
- 534年（欽明12年）根岸八幡神社草創[2]。
- 735年（天平7年）ごろ、上中里神社草創[2]。
- 1063年（康平6年）8月、源義家が杉田八幡神社を建立[2]。
- 鎌倉時代：源頼朝の御家人であった三浦氏の一族・平子氏が、現在の南区宝生寺を本拠に、当区、中区、南区一帯に勢力を張っていた。
- 1225年（嘉祿元年）ごろ、北条泰時が、金蔵院を創建[2]。
- 1240年（仁治5年）、北条泰時が、金沢道朝比奈切通しを完成[2]。
- 戦国時代：後北条氏の家来であった佐々木氏の一族間宮重盛の嫡男豊前守信元が笹下城を築き[2]、その城域は田中・栗木・矢部野一帯に及んだ。後に一族から間宮林蔵を輩出している。また次男左衛門慰信次が杉田村辻に陣屋を構え、この一族から杉田玄白が出ている。江戸湾を越えて里見氏が海上から後北条氏に度々攻め込んできており、1546年（天文15年）8月27日、この戦に参戦した信次は、走水にて討死する[2]。
- 江戸時代：根岸湾沿いでは半農半漁の村が多く、特にこの地で獲れるなまこは絶品であり、運上が課せられたとの記録がある。1789年（寛政元年）ごろ、杉田梅林がひろがり一帯が観梅名所となる[2]。1853年（嘉永6年）ペリーが来航すると、海岸防備のため根岸村は幕府直轄領となった。
- 1863年（文久3年）ごろ、清水辰五朗や井野銀次郎ら、西洋野菜の栽培を開始。
- 1868年（明治元年）、磯子の人口は4,847人[2]。
- 1870年（明治3年）、堀割川の開削工事開始。
- 1873年（明治6年）5月1日、区番組制により、久良岐郡岡村・堀之内村は第2区2番組に、滝頭村・磯子村・森公田村・森中原村・森雑色村・杉田村は第2区3番組に、矢部野村・峯村・田中村・中里村・栗木村・氷取沢村は第2区7番組に、根岸村は第1区7番組にそれぞれ編入される。
- 1873年7月、石けんの製造が開始される[2]。
- 1874年（明治7年）6月14日、大区小区制により、久良岐郡岡村・滝頭村・磯子村・森村・森中原村・杉田村は第2大区4小区に、矢部野村・峯村・田中村・中里村・栗木村・氷取沢村は第2大区6小区に、堀之内村は第2大区3小区に、根岸村は第1大区5小区にそれぞれ編入される。
- 1878年（明治11年）12月1日、郡区町村編制法により、大区小区を廃して久良岐郡並びに町村を復活。
- 1889年（明治22年）4月1日、町村制施行により久良岐郡磯子村・岡村・滝頭村（以上旧禅馬村）・森村（旧森公田村・森雑色村）・森中原村・杉田村が合併し、屏風浦村が発足。
また日野村・笹下村・矢部野村・峯村・田中村・上中里村・栗木村・氷取沢村が合併して日下村が発足。
また堀之内村・蒔田村・井土ヶ谷村・永田村・弘明寺村・引越村・別所村・中里村・最戸村・下大岡村・上大岡村が合併して大岡川村が発足。
根岸村が単独で村制を施行し根岸村が発足。
- 1901年（明治34年）4月1日、根岸村が横浜市に編入される。
- 1911年（明治44年）4月1日、屏風浦村大字岡・滝頭・磯子（旧禅馬村の区域）、大岡川村大字堀之内が横浜市に編入される。
- 1916年（大正5年）海苔の養殖が開始される[2]。
- 1920年（大正9年）金魚の養殖が開始される[2]。
- 1927年（昭和2年）4月1日、屏風浦村の残部、日下村が横浜市に編入される。
- 1927年（昭和2年）10月1日、区制施行により、14か町で磯子区が発足（区域は旧屏風浦村の全域と日野・笹下を除く旧日下村、および西根岸町（旧根岸村）、堀ノ内町（旧大岡川村）南部）。横浜市内5区となる。磯子区のほかは、鶴見区、神奈川区、中区、保土ケ谷区[3]。
- 1936年（昭和11年）10月1日、久良岐郡金沢町・六浦荘村を編入[3]。
- 1945年（昭和20年）4月15日、5月29日、2度の空襲により計692戸が消失[3]。
- 1948年（昭和23年）5月15日、磯子区から金沢区が分離（旧金沢町・六浦荘村の地域）[4]。市内10区となる。
- 1964年（昭和39年）5月19日、国鉄根岸線（桜木町〜磯子）開通[4]
- 1967年（昭和42年）6月、区役所が磯子駅前に移転
- 1967年（昭和42年）7月、横浜市電杉田線（葦名橋〜杉田）が廃止[4]
- 1970年（昭和45年）3月17日、国鉄根岸線が延伸（磯子〜洋光台）[4]
- 1972年（昭和47年）3月31日、横浜市電が全廃となる[2]。
- 1973年（昭和48年）4月9日、国鉄根岸線が延伸（洋光台〜大船）により全通[5]
- 1983年（昭和58年）10月29日、磯子区シンボルマーク制定[5]
- 1989年（平成元年）11月4日、坂本堤弁護士一家殺害事件が区内で発生
- 1999年（平成11年）11月15日、磯子区総合庁舎改築工事完成
- 2020年　(令和2年)　4月、神奈川県立磯子高等学校と神奈川県立氷取沢高等学校が統合され、神奈川県立横浜氷取沢高等学校になる。

## 人口
- 1930年　 34,084
- 1935年　 37,836
- 1940年　 76,966
- 1945年　 82,539
- 1947年　106,396
- 1950年　 62,343
- 1955年　 67,991
- 1960年　 74,458
- 1965年　 95,716
- 1970年　116,018
- 1975年　156,165
- 1980年　156,586
- 1985年　162,484
- 1990年　168,846
- 1995年　168,568
- 2000年　165,015
- 2005年　163,525
- 2010年　163,237
- 2015年　166,229
- 2020年　166,471

## 町名
磯子区内では、一部の区域で住居表示に関する法律に基づく住居表示が実施されている。
| 町名         | 町名の読み         | 設置年月日     | 住居表示実施年月日 | 住居表示実施直前の町名 | 備考                                   |
| ------------ | ------------------ | -------------- | ------------------ | ---------------------- | -------------------------------------- |
| 東町         | ひがしちょう       | 1965年7月1日   | 1965年7月1日       |                        |                                        |
| 西町         | にしちょう         | 1965年7月1日   | 1965年7月1日       |                        | 地元では「にしまち」と呼称されている。 |
| 原町         | はらまち           | 1933年4月1日   | 1965年7月1日       |                        |                                        |
| 鳳町         | おおとりちょう     | 1940年4月1日   | 1965年7月1日       |                        |                                        |
| 下町         | しもちょう         | 1965年7月1日   | 1965年7月1日       |                        |                                        |
| 坂下町       | さかしたちょう     | 1965年7月1日   | 1965年7月1日       |                        |                                        |
| 馬場町       | ばばちょう         | 1965年7月1日   | 1965年7月1日       |                        |                                        |
| 上町         | かみちょう         | 1965年7月1日   | 1965年7月1日       |                        |                                        |
| 丸山一丁目   | まるやま           | 1965年1月1日   | 1965年1月1日       |                        |                                        |
| 丸山二丁目   | まるやま           | 1965年1月1日   | 1965年1月1日       |                        |                                        |
| 滝頭一丁目   | たきがしら         | 1965年1月1日   | 1965年1月1日       |                        |                                        |
| 滝頭二丁目   | たきがしら         | 1965年1月1日   | 1965年1月1日       |                        |                                        |
| 滝頭三丁目   | たきがしら         | 1965年1月1日   | 1965年1月1日       |                        |                                        |
| 中浜町       | なかはまちょう     | 1965年1月1日   | 1965年1月1日       |                        |                                        |
| 岡村一丁目   | おかむら           | 1976年7月26日  | 1976年7月26日      |                        |                                        |
| 岡村二丁目   | おかむら           | 1976年7月26日  | 1976年7月26日      |                        |                                        |
| 岡村三丁目   | おかむら           | 1976年7月26日  | 1976年7月26日      |                        |                                        |
| 岡村四丁目   | おかむら           | 1976年7月26日  | 1976年7月26日      |                        |                                        |
| 岡村五丁目   | おかむら           | 1976年7月26日  | 1976年7月26日      |                        |                                        |
| 岡村六丁目   | おかむら           | 1976年7月26日  | 1976年7月26日      |                        |                                        |
| 岡村七丁目   | おかむら           | 1976年7月26日  | 1976年7月26日      |                        |                                        |
| 岡村八丁目   | おかむら           | 1976年7月26日  | 1976年7月26日      |                        |                                        |
| 広地町       | ひろちちょう       | 1965年1月1日   | 1965年1月1日       |                        |                                        |
| 久木町       | ひさきちょう       | 1965年1月1日   | 1965年1月1日       |                        |                                        |
| 磯子一丁目   | いそご             | 1965年1月1日   | 1965年1月1日       |                        |                                        |
| 磯子二丁目   | いそご             | 1965年1月1日   | 1965年1月1日       |                        |                                        |
| 磯子三丁目   | いそご             | 1965年1月1日   | 1965年1月1日       |                        |                                        |
| 磯子四丁目   | いそご             | 1983年8月8日   | 1983年8月8日       |                        |                                        |
| 磯子五丁目   | いそご             | 1983年8月8日   | 1983年8月8日       |                        |                                        |
| 磯子六丁目   | いそご             | 1983年8月8日   | 1983年8月8日       |                        |                                        |
| 磯子七丁目   | いそご             | 1983年8月8日   | 1983年8月8日       |                        |                                        |
| 磯子八丁目   | いそご             | 1983年8月8日   | 1983年8月8日       |                        |                                        |
| 新磯子町     | しんいそごちょう   | 1963年2月1日   | 未実施             |                        |                                        |
| 汐見台       | しおみだい         | 1963年6月26日  | 未実施             |                        |                                        |
| 森一丁目     | もり               | 1971年7月5日   | 1971年7月5日       |                        |                                        |
| 森二丁目     | もり               | 1971年7月5日   | 1971年7月5日       |                        |                                        |
| 森三丁目     | もり               | 1971年7月5日   | 1971年7月5日       |                        |                                        |
| 森四丁目     | もり               | 1971年7月5日   | 1971年7月5日       |                        |                                        |
| 森五丁目     | もり               | 1971年7月5日   | 1971年7月5日       |                        |                                        |
| 森六丁目     | もり               | 1971年7月5日   | 1971年7月5日       |                        |                                        |
| 森が丘一丁目 | もりがおか         | 1971年7月5日   | 1971年7月5日       |                        |                                        |
| 森が丘二丁目 | もりがおか         | 1971年7月5日   | 1971年7月5日       |                        |                                        |
| 新森町       | しんもりちょう     | 1963年2月1日   | 未実施             |                        |                                        |
| 中原一丁目   | なかはら           | 1971年7月5日   | 1971年7月5日       |                        |                                        |
| 中原二丁目   | なかはら           | 1971年7月5日   | 1971年7月5日       |                        |                                        |
| 中原三丁目   | なかはら           | 1971年7月5日   | 1971年7月5日       |                        |                                        |
| 中原四丁目   | なかはら           | 1971年7月5日   | 1971年7月5日       |                        |                                        |
| 新中原町     | しんなかはらちょう | 1964年3月24日  | 未実施             |                        |                                        |
| 杉田一丁目   | すぎた             | 1978年7月17日  | 1978年7月17日      |                        |                                        |
| 杉田二丁目   | すぎた             | 1978年7月17日  | 1978年7月17日      |                        |                                        |
| 杉田三丁目   | すぎた             | 1978年7月17日  | 1978年7月17日      |                        |                                        |
| 杉田四丁目   | すぎた             | 1978年7月17日  | 1978年7月17日      |                        |                                        |
| 杉田五丁目   | すぎた             | 1978年7月17日  | 1978年7月17日      |                        |                                        |
| 杉田六丁目   | すぎた             | 1979年7月23日  | 1979年7月23日      |                        |                                        |
| 杉田七丁目   | すぎた             | 1979年7月23日  | 1979年7月23日      |                        |                                        |
| 杉田八丁目   | すぎた             | 1979年7月23日  | 1979年7月23日      |                        |                                        |
| 杉田九丁目   | すぎた             | 1979年7月23日  | 1979年7月23日      |                        |                                        |
| 新杉田町     | しんすぎたちょう   | 1964年3月24日  | 未実施             |                        |                                        |
| 栗木一丁目   | くりき             | 1983年8月8日   | 1983年8月8日       |                        |                                        |
| 栗木二丁目   | くりき             | 1983年8月8日   | 1983年8月8日       |                        |                                        |
| 栗木三丁目   | くりき             | 1983年8月8日   | 1983年8月8日       |                        |                                        |
| 田中一丁目   | たなか             | 1983年8月8日   | 1983年8月8日       |                        |                                        |
| 田中二丁目   | たなか             | 1983年8月8日   | 1983年8月8日       |                        |                                        |
| 上中里町     | かみなかざとちょう | 1927年4月1日   | 未実施             |                        |                                        |
| 氷取沢町     | ひとりざわちょう   | 1927年4月1日   | 未実施             |                        |                                        |
| 峰町         | みねちょう         | 1927年4月1日   | 未実施             |                        |                                        |
| 洋光台一丁目 | ようこうだい       | 1970年4月1日   | 1970年4月1日       |                        |                                        |
| 洋光台二丁目 | ようこうだい       | 1970年4月1日   | 1970年4月1日       |                        |                                        |
| 洋光台三丁目 | ようこうだい       | 1970年4月1日   | 1970年4月1日       |                        |                                        |
| 洋光台四丁目 | ようこうだい       | 1970年4月1日   | 1970年4月1日       |                        |                                        |
| 洋光台五丁目 | ようこうだい       | 1970年4月1日   | 1970年4月1日       |                        |                                        |
| 洋光台六丁目 | ようこうだい       | 1970年4月1日   | 1970年4月1日       |                        |                                        |
| 磯子台       | いそごだい         | 1983年8月8日   | 1983年8月8日       |                        |                                        |
| 杉田坪呑     | すぎたつぼのみ     | 1988年11月21日 | 1988年11月21日     |                        |                                        |

## 行政
区長
現職：高橋功（2024年4月1日 - ）
前任：関森雅之（2022年4月1日 - 2024年3月31日）
| 代 | 氏名         | 就任年月日     | 退任年月日     | 備考 |
| -- | ------------ | -------------- | -------------- | ---- |
| 1  | 近沢 定吉    | 1927年10月1日  | 1929年5月3日   |      |
| 2  | 成瀬修一郎   | 1929年5月4日   | 1931年5月5日   |      |
| 3  | 宮原宏平     | 1931年5月6日   | 1934年3月20日  |      |
| 4  | 大浦寿清     | 1934年3月21日  | 1936年7月31日  |      |
| 5  | 鈴木古寿     | 1936年8月1日   | 1938年10月21日 |      |
| 6  | 小田切忠之助 | 1938年10月22日 | 1940年9月30日  |      |
| 7  | 坂元清剛     | 1940年10月1日  | 1942年10月7日  |      |
| 8  | 佐藤陳一     | 1942年10月8日  | 1946年3月26日  |      |
| 9  | 相島計冶     | 1946年3月27日  | 1946年10月31日 |      |
| 10 | 渡辺義雄     | 1946年11月1日  | 1948年5月7日   |      |
| 11 | 和田俊夫     | 1948年5月8日   | 1951年9月9日   |      |
| 12 | 佐藤知治     | 1951年9月10日  | 1955年8月1日   |      |
| 13 | 鈴木光造     | 1955年8月2日   | 1960年5月9日   |      |
| 14 | 角谷新一     | 1960年5月10日  | 1963年7月2日   |      |
| 15 | 平井英一     | 1963年7月3日   | 1964年11月30日 |      |
| 16 | 石井義雄     | 1964年12月1日  | 1968年4月4日   |      |
| 17 | 大山茂       | 1968年4月5日   | 1971年6月9日   |      |
| 18 | 松本功       | 1971年6月10日  | 1974年5月19日  |      |
| 19 | 野地博       | 1974年5月20日  | 1978年7月10日  |      |
| 20 | 増田四郎     | 1978年7月11日  | 1980年7月4日   |      |
| 21 | 杉山隆初     | 1980年7月5日   | 1982年6月4日   |      |
| 22 | 末柄辰雄     | 1982年6月5日   | 1984年5月31日  |      |
| 23 | 服部嘉夫     | 1984年6月1日   | 1987年5月31日  |      |
| 24 | 物部匡       | 1987年6月1日   | 1990年6月10日  |      |
| 25 | 山中一範     | 1990年6月11日  | 1994年6月30日  |      |
| 26 | 大場浪男     | 1994年7月1日   | 1996年3月31日  |      |
| 27 | 宇野公博     | 1996年4月1日   | 1999年3月31日  |      |
| 28 | 高橋正純     | 1999年4月1日   | 2001年3月31日  |      |
| 29 | 渡辺光捷     | 2001年4月1日   | 2004年3月31日  |      |
| 30 | 永井富雄     | 2004年4月1日   | 2007年3月31日  |      |
| 31 | 守屋直       | 2007年4月1日   | 2010年3月31日  |      |
| 32 | 坂本連       | 2010年4月1日   | 2015年3月31日  |      |
| 33 | 小林正幸     | 2015年4月1日   | 2019年3月31日  |      |
| 34 | 猪俣宏幸     | 2019年4月1日   | 2022年3月31日  |      |
| 35 | 関森雅之     | 2022年4月1日   | 2024年3月31日  |      |
| 36 | 高橋功       | 2024年4月1日   |                | 現職 |

## 教育

### 高等学校
- 神奈川県立磯子工業高等学校
- 神奈川県立横浜氷取沢高等学校
- 横浜学園高等学校
- 鹿島学園高等学校横浜磯子セレンディップキャンパス
- 横浜市立横浜商業高等学校別科 理容科・美容科

### 中学校
- 横浜市立根岸中学校
- 横浜市立岡村中学校
- 横浜市立汐見台中学校
- 横浜市立森中学校
- 横浜市立浜中学校
- 横浜市立洋光台第一中学校
- 横浜市立洋光台第二中学校

### 小学校
- 横浜市立磯子小学校
- 横浜市立岡村小学校
- 横浜市立さわの里小学校
- 横浜市立山王台小学校
- 横浜市立汐見台小学校
- 横浜市立杉田小学校
- 横浜市立滝頭小学校
- 横浜市立根岸小学校
- 横浜市立浜小学校
- 横浜市立梅林小学校
- 横浜市立屏風浦小学校
- 横浜市立森東小学校
- 横浜市立洋光台第一小学校
- 横浜市立洋光台第二小学校
- 横浜市立洋光台第三小学校
- 横浜市立洋光台第四小学校

## 交通

### 鉄道
東日本旅客鉄道（JR東日本）
 京浜東北・根岸線
- - 根岸駅 - 磯子駅 - 新杉田駅 - 洋光台駅 -

京浜急行電鉄（京急）
 本線
- - 屏風浦駅  - 杉田駅 -

横浜シーサイドライン
 金沢シーサイドライン
- 新杉田駅 -

### 路線バス
- 横浜市交通局（横浜市営バス）・横浜交通開発
  - 磯子営業所（横浜交通開発磯子営業所）
  - 滝頭営業所
- 京浜急行バス
  - 杉田営業所
- 神奈川中央交通
- 江ノ電バス

### 道路
高速道路
 首都高速湾岸線
- - 磯子出入口 - 杉田出入口 -

E16 横浜横須賀道路（国道16号バイパス）
- -（南端を通過）-

国道
- 国道357号

県道
- 神奈川県道22号横浜伊勢原線

市道
- 横浜市道環状2号
- 横浜市道環状3号

その他道路
- 笹下釜利谷道路
- 磯子産業道路（磯子アベニュー）

## 商業

### 食品スーパー
- 京急ストア
  - 屏風浦店
  - 磯子岡村店[注 1]
  - 磯子丸山店[注 2]
  - 杉田店
- 相鉄ローゼン磯子店
- 東急ストア
  - 洋光台店
  - 根岸店
- イトーヨーカドー洋光台店
- ヨークマート磯子店
- ピーコックストア
  - 洋光台店
  - 磯子店[注 3]
- オリンピック洋光台店
- スズキヤ
  - 磯子店
  - 新杉田店
- 富士シティオ
  - 根岸橋店[注 4]
  - 上中里店
- ヤオコー横浜磯子店[注 5]

### 家電量販店
- ヤマダデンキテックランド磯子店[7]

### 家具・インテリア
- ニトリ磯子店[8]

### 商店街
- 磯子商店街商業協同組合（浜マーケット）
- ぷらむろーど杉田商店街
- サンモール洋光台商店街

## 住宅団地
- UR 洋光台北団地（洋光台二丁目）
- UR 洋光台西団地（洋光台五丁目）
- UR 洋光台南団地（洋光台五丁目）
- UR 洋光台中央団地（洋光台五丁目、三丁目）
- UR 杉田台団地（杉田坪呑）
- UR 北磯子団地（磯子八丁目 市街地住宅 賃貸54 1957年 現存すべて住居用に転用。譲渡返還）
- 県営磯子中原団地（中原）
- 市営住宅 洋光台住宅
- 市営住宅 杉田
- 市営住宅 磯子
- 市営住宅 滝頭第三
- 市営住宅 滝頭第二
- 市営住宅 滝頭
- 市営住宅 岡村
- 汐見台 (横浜市) 神奈川県住宅供給公社汐見台団地 - 昭和43年 : 横浜市・横浜都市計画事業（一団地の住宅施設）
- 磯子団地 - 磯子区汐見台 (横浜市)
- 神奈川県住宅供給公社上中里団地 - 上中里町

## 主な工場など
- ENEOS根岸製油所
- JERA南横浜火力発電所
- 電源開発磯子火力発電所
- 東京ガス根岸LNG基地
- リバースチール
- 旭紙業
- 日清オイリオグループ横浜磯子事業所
- IHI横浜第一工場・横浜第二工場
- ジャパン マリンユナイテッド横浜事業所磯子工場
- 東芝横浜事業所
- 東芝生産技術センター
- 東芝マテリアル
- 東芝エネルギーシステムズ磯子エンジニアリングセンター

## 主な公園緑地・観光地
- 円海山
- 峯市民の森
- 氷取沢市民の森
- 久良岐公園
- 三殿台遺跡
- 磯子・海の見える公園
- 横浜市民ヨットハーバー
- いそご海づり場
- 横浜プールセンター
- 横浜こども科学館
- 横浜市電保存館
- 磯子カンツリー倶楽部
- 美空ひばり生誕記念碑

## 出身有名人
- 飛鳥田一雄 - 第17代横浜市市長
- 有森也実 - 女優
- 五十嵐夕紀 - 歌手
- 石田裕太郎[9] - プロ野球選手（横浜DeNAベイスターズ）
- 井上高志 - 実業家（LIFULL創業者）
- 井上真央 - 女優
- 大友麻衣子- 新潟レディースなでしこリーグ所属 サッカー選手
- 今井佐知子 - 元タレント（Qlair）
- 大瀬康一 - 俳優
- 神取忍 - 女子プロレスラー（岡村出身）
- 菊容子 - 女優
- 近藤浩徳 - 声優
- 坂本真由美 - ピアニスト
- 杉山清貴 - 歌手（岡村出身）
- 高田延彦 - 格闘家 元プロレスラー・髙田道場主宰者・元PRIDE統括本部長
- 高橋がなり - 実業家（国立ファーム）
- 堤磯右衛門 - 日本における石鹸工業の創始者
- 野口聡一 - 宇宙飛行士（小学校5〜6年生を同区汐見台で過ごした縁で、横浜市内で採取したドングリ20個を宇宙に持参）
- 古谷徹[10] - 声優
- 美空ひばり - 歌手（滝頭出身）
- ミッキー吉野 - ミュージシャン（磯子出身）
- 上田剛士 - ミュージシャン（THE MAD CAPSULE MARKETS、AA=）
- KYONO - ミュージシャン（THE MAD CAPSULE MARKETS、WAGDUG FUTURISTIC UNITY）
- 村上知子 - お笑い芸人
- ゆず（北川悠仁・岩沢厚治） - ミュージシャン（岡村出身）
- 向井理 - 俳優
- 根建太一 - お笑い芸人
- 松永大介 - 陸上競技・競歩選手 リオデジャネイロオリンピック代表
- 若林史江  - 株式評論家、タレント
- 吉田賢吾 - プロ野球選手（北海道日本ハムファイターズ）
- 吉田成樹 - 演出家、イベントプロデューサー
- NordOst  - ミュージシャン（AIZ）
- 村上海人 - 打楽器奏者・ドラマー